# Bilohorivka
Bilohorivka (em ucraniano: Білогорівка; em russo: Белогоровка) é um assentamento de tipo urbano no raion de Severodonetsk, no oblast de Lugansk, no leste da Ucrânia. Está localizado aproximadamente a 88 quilômetros a noroeste do centro de Lugansk e a 25 quilômetros a oeste-sudoeste de Severodonetsk. A população em 2022 era estimada em 808 habitantes.
Em abril de 2023, Bilohorivka era uma das poucas localidades no oblast de Lugansk que ainda estava sob o controle das forças ucranianas durante a invasão da Ucrânia pela Rússia, repelindo diversas tentativas das forças russas de tomar o povoado de assalto.